# Steenbergse Courant
De Steenbergse Courant is een Nederlandse krant die wekelijks verschijnt in de Gemeente Steenbergen en Sint Philipsland.

## Geschiedenis en verspreiding
De geschiedenis van de Steenbergse Courant begint in 1881, wanneer de Steenbergsche Stoomdrukkerij (de huidige drukkerij Vermeulen Steenbergen) begint met de uitgifte van een lokale krant in de directe omgeving van Steenbergen.
Samen met de Steenbergse Bode is de Steenbergse Courant een van de twee kranten van de regio en bereikt de krant zo'n 23.000 mensen 